# Джуваво, Виримаи
Виримаи Джуваво — зимбабвийский легкоатлет, который специализируется в марафоне. На олимпийских играх 2012 года занял 15-е место в марафоне с результатом 2:14.09.
3 ноября 2012 года стал победителем полумарафона Гуту, за что получил денежный приз в размере 2500 долларов США.
2 ноября 2013 года занял 8-е место на Шанхайском марафоне — 2:19.19.

## Достижения
Чемпионаты мира по кроссу
- Остенде 2001 — 90-е место
- Момбаса 2007 — 73-е место